# ボロコプター2X

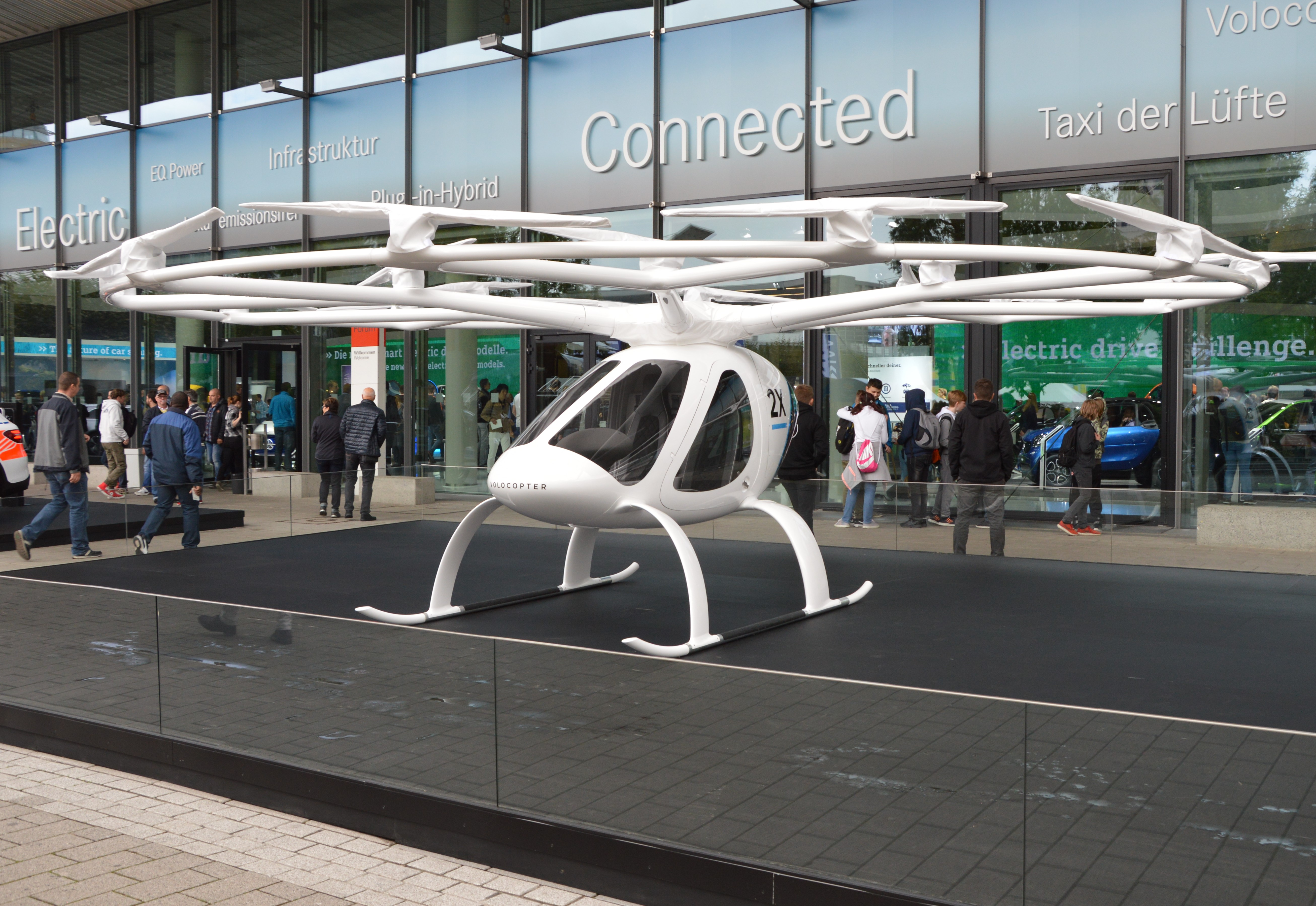
ボロコプター2X

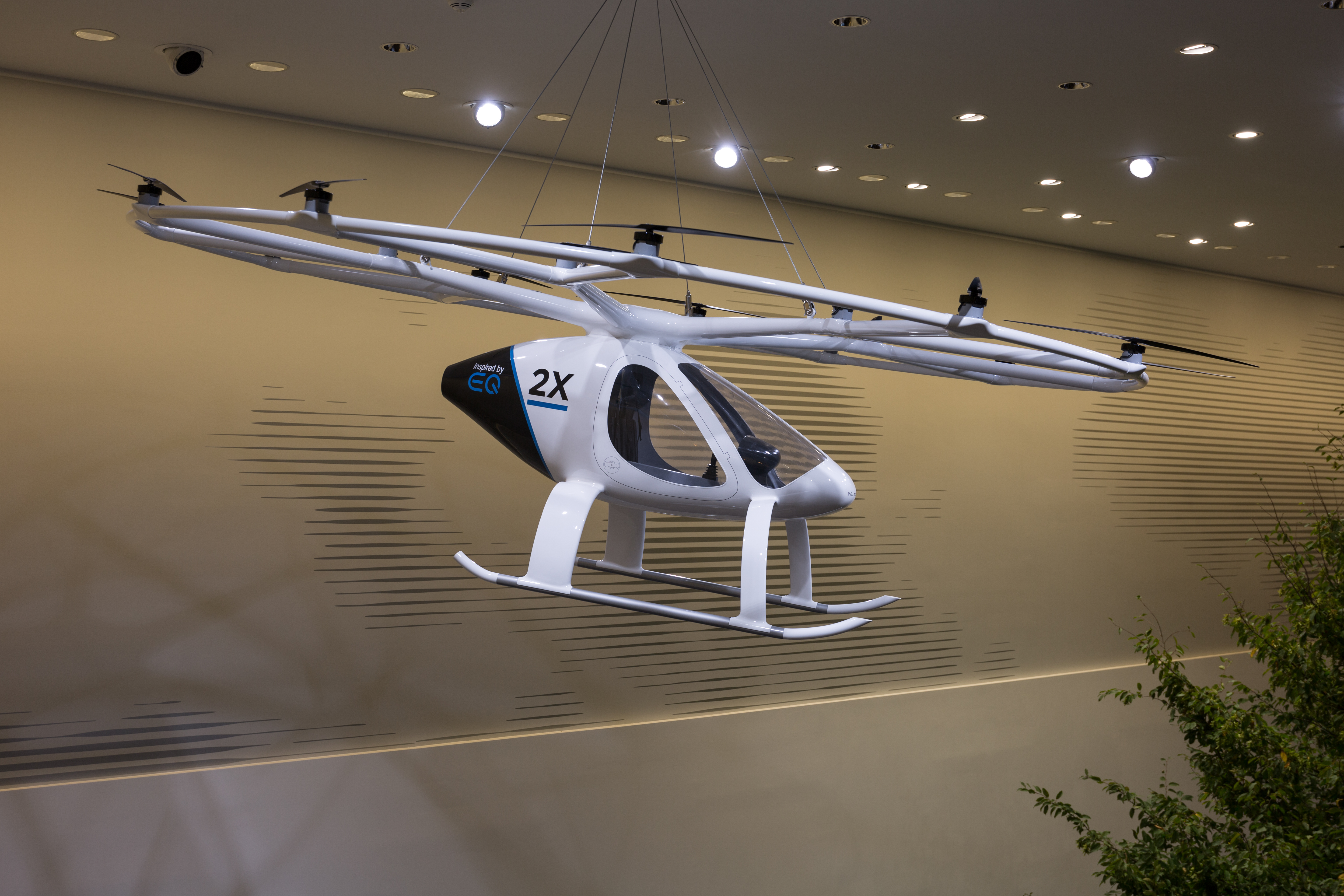
ボロコプター2Xディスプレイモデル

Volocopter 2X
ボロコプター2X（IAA 2017）
- 用途：個人用電動航空機、ヘリコプター
- 製造者：ボロコプター
- 初飛行：2013年11月17日
- 運用状況：生産中（2018年）

ボロコプター2X（英語: Volocopter 2X）は、ドイツの2人乗り自律型マルチローター電動ヘリコプター（eVTOL）でブルッフザールのボロコプターによって設計、製造され、2013年11月17日に初飛行した。2017年のAEROフリードリヒスハーフェン航空ショーで最初に紹介され、航空機は完成品ですぐに飛行できる状態で販売されている。ボロコプターは以前はE-voloとして知られていた。
2011年に飛行した初期の単座のボロコプターVC2プロトタイプから発展させ、2013年、2人乗りのプロジェクトは開始された。2人乗りの試作機はVC-200で、派生生産モデルは2Xである。
2013年、Seedmatchでの最初の投資型クラウド・ファンディングでは、2時間35分で50万ユーロが集まり、欧州連合の新記録を樹立した。その資金は、VC200プロトタイプの製造に使用された。
2017年、ダイムラーAGを含む設計を生産に移すために2500万ユーロの投資を受けた。
2018年4月、航空機は量産を開始し、ドイツのグライダーメーカーDG フルグツォイクバウとの契約に基づいて製造されている。

## 主な仕様（2X）
- 乗組員:1名
- 定員:1名
- 長さ:3.20 m（プロペラ リングを除く）
- 翼幅:9.15 m（プロペラを含む）
- 高さ:2.15 m
- 空虚重量:290kg
- 総重量:450kg
- モーター:18×三相PM同期ブラシレスDCモーター
- メインローター直径:18×1.80 m
- メインローター面積:45.8 m2
- 最高速度:100 km/h
- 航続距離:70km/hで27km
- 飛行時間:27分
- 実用上昇限度:2,000 m
- 上昇率:3 m/s
- ディスクローディング:9.8km/m2